# Apelpuckelmal
Apelpuckelmal (Leucoptera malifoliella) är en fjärilsart som först beskrevs av Costa 1836.  Apelpuckelmal ingår i släktet Leucoptera, underfamiljen puckelmalar, och familjen rullvingemalar. Arten är reproducerande i Sverige.

## Bildgalleri

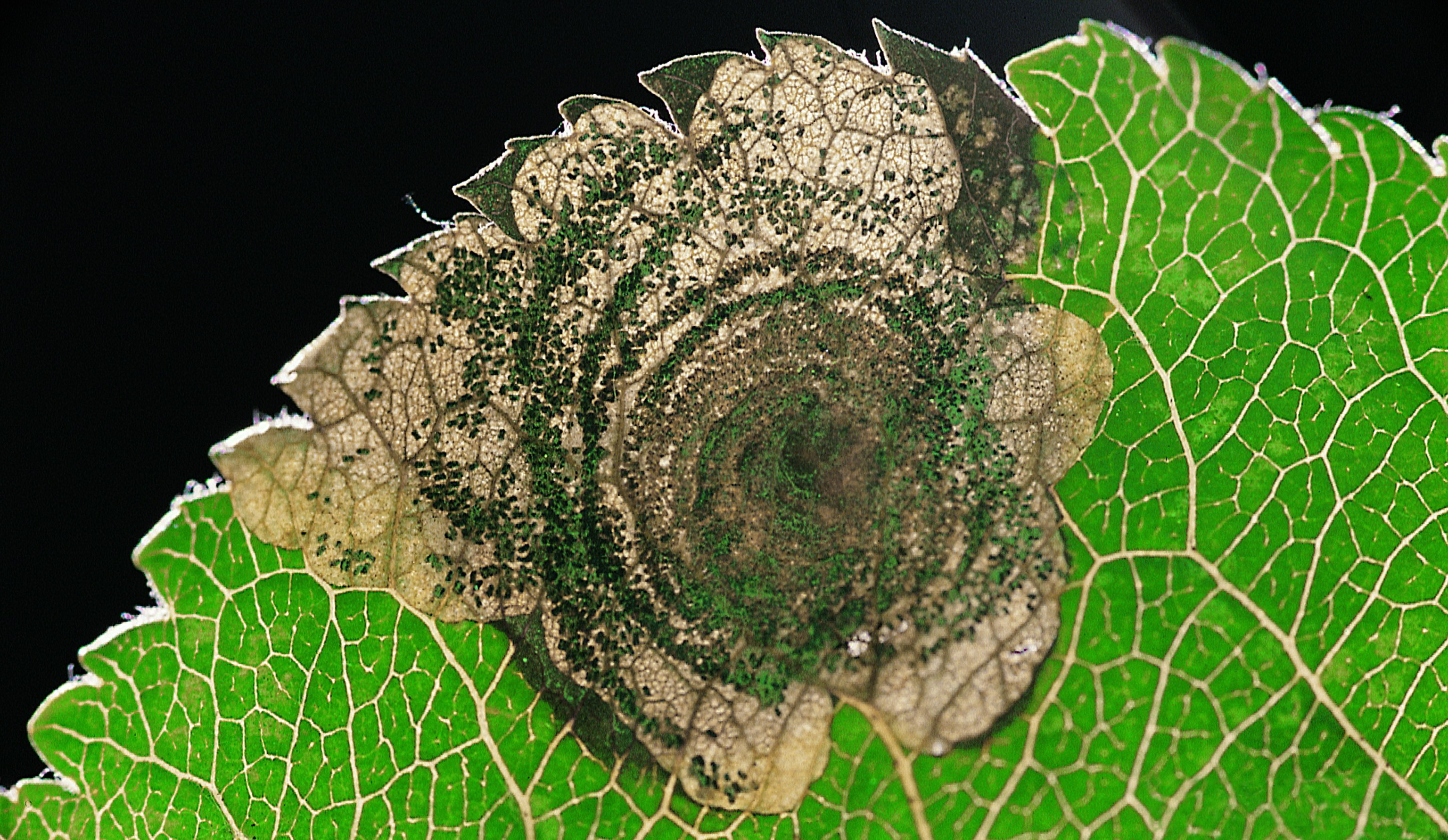